# Villa Savoia di Ráckeve
La villa di Ráckeve, sull'isola di Csepel, oggi parte della grande Budapest, venne commissionata da Eugenio di Savoia a Johann Lucas von Hildebrandt. Quest'ultimo era allora uno dei maggiori esponenti del barocco tedesco-austriaco e poteva vantare una formazione strettamente legata all'Italia.

## Descrizione
La villa di Ráckeve mostra chiaramente i segni di questo legame di von Hildebrandt con la cultura figurativa italiana. L'edificio ha un corpo centrale cupolato, la facciata concava con un portico ad apertura serliana e sovrastato da una balaustra decorata con dieci figure a grandezza naturale di divinità e personaggi classici (Flora, Mercurio, Ercole Anteo, Giove, Minerva, Saturno, Enea e Anchise, Nettuno e Diana). 
Bernini, per la facciata soprattutto, Borromini, ma anche Palladio e il Castello di Vaux-le-Vicomte sono le fonti di questa opera, commissionata da un principe di grande cultura artistica.